# Saint-Aigulin
Saint-Aigulin is een gemeente in het Franse departement Charente-Maritime (regio Nouvelle-Aquitaine). De plaats maakt deel uit van het arrondissement Jonzac. Saint-Aigulin telde op 1 januari 2022 1.884 inwoners.

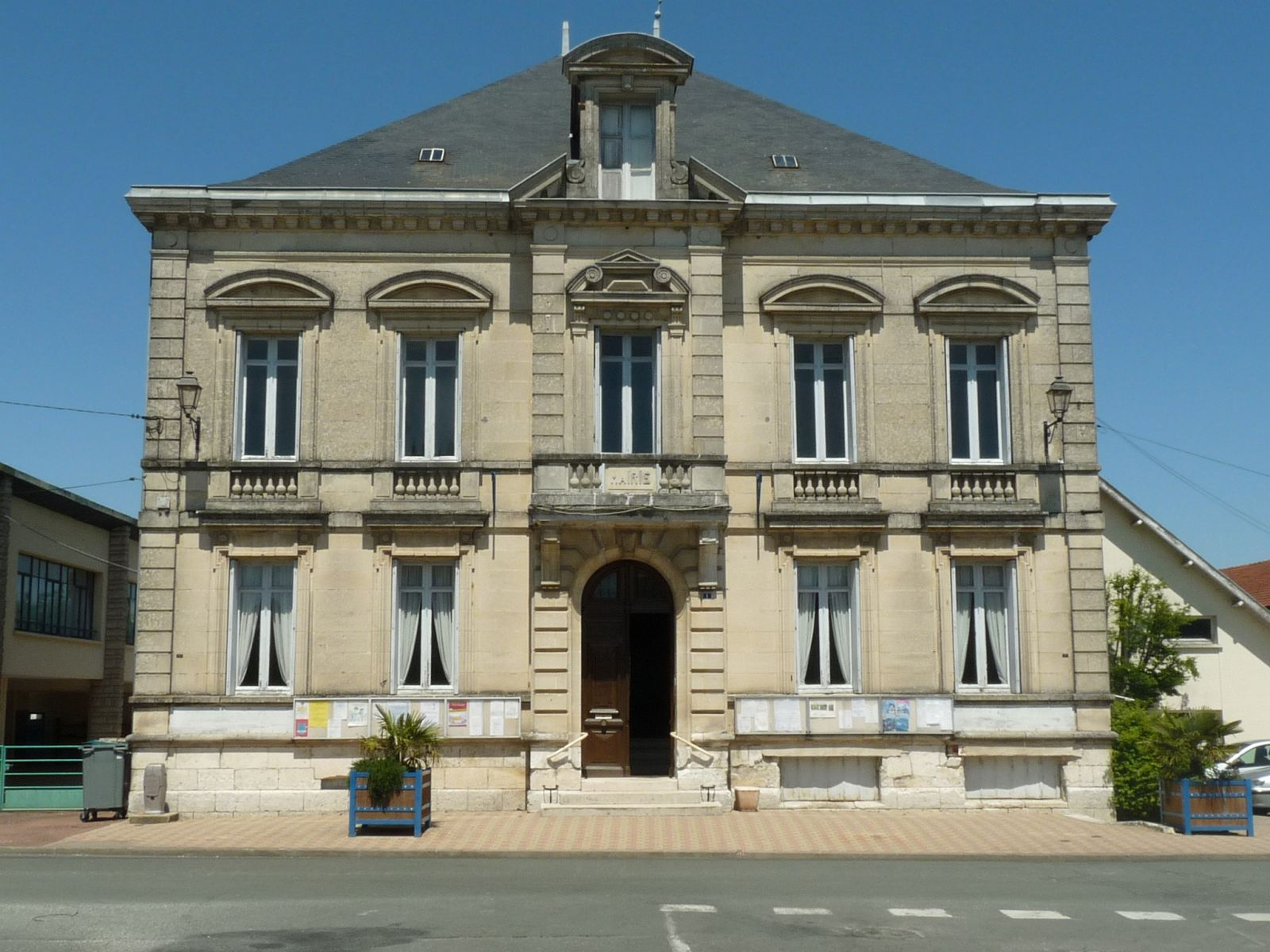
Gemeentehuis
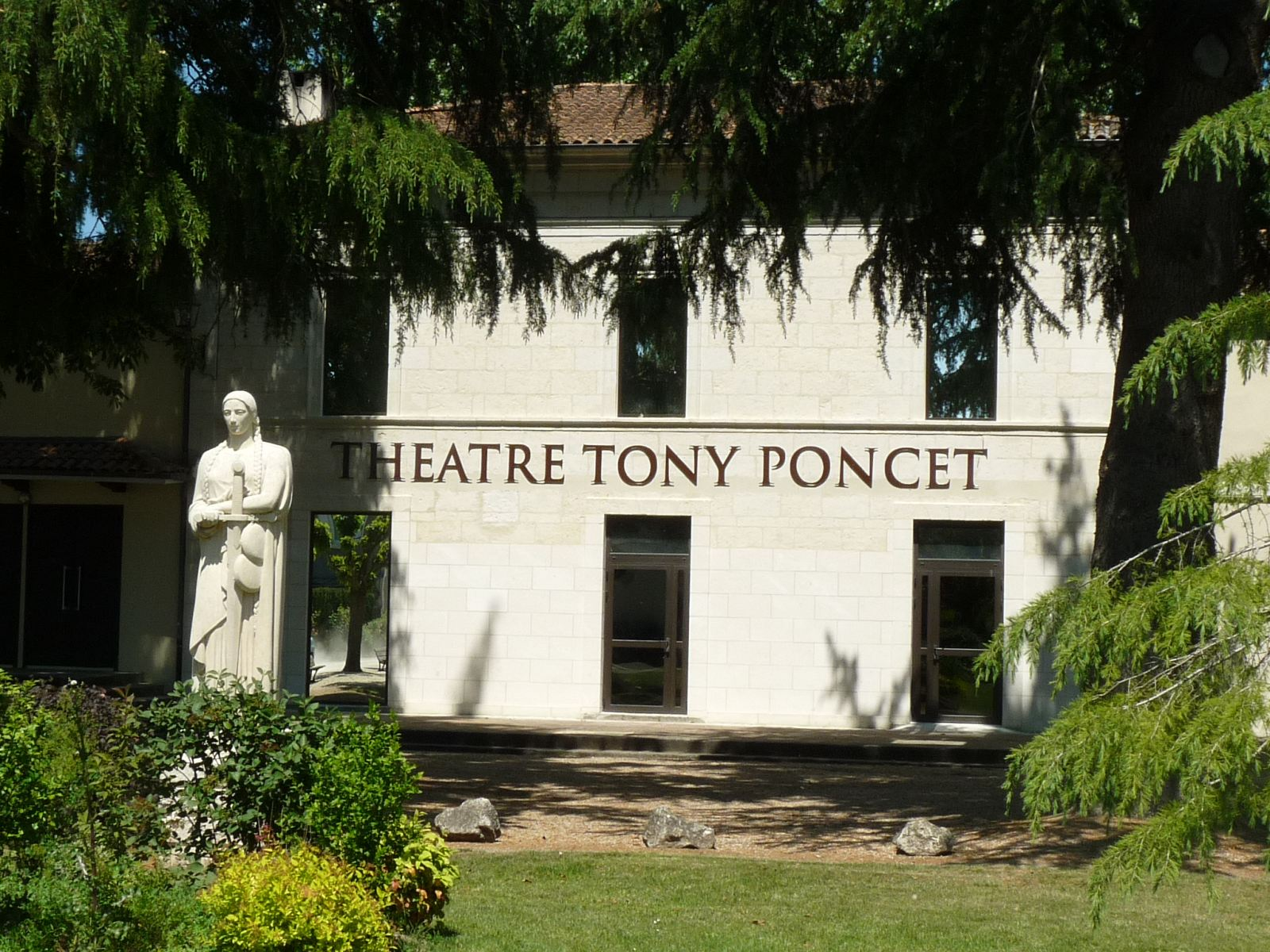
Theater
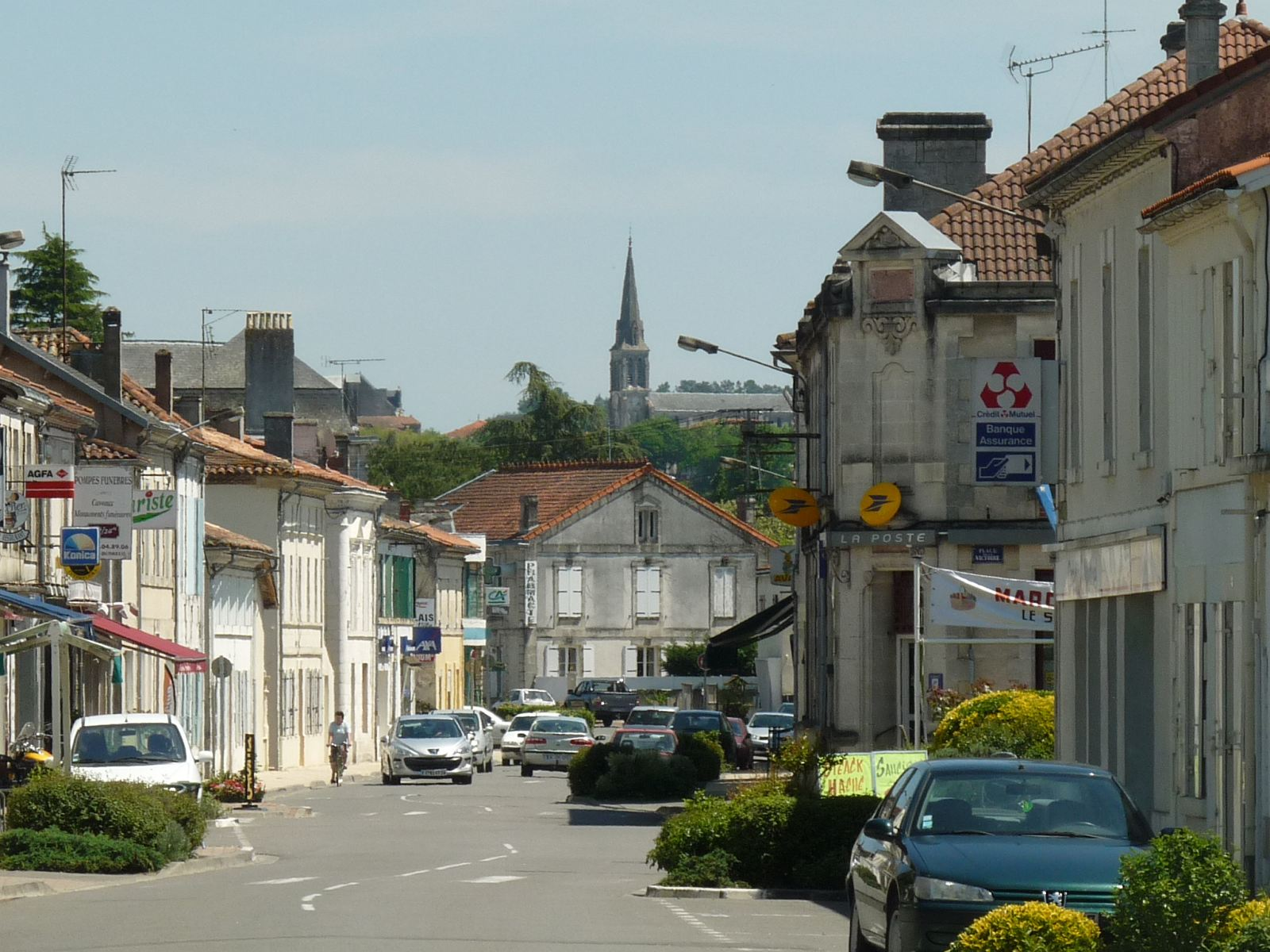
Hoofdstraat

## Geografie
De oppervlakte van Saint-Aigulin bedroeg op 1 januari 2022 28,36 vierkante kilometer; de bevolkingsdichtheid was toen 66,4 inwoners per km².
De onderstaande kaart toont de ligging van Saint-Aigulin met de belangrijkste infrastructuur en aangrenzende gemeenten.

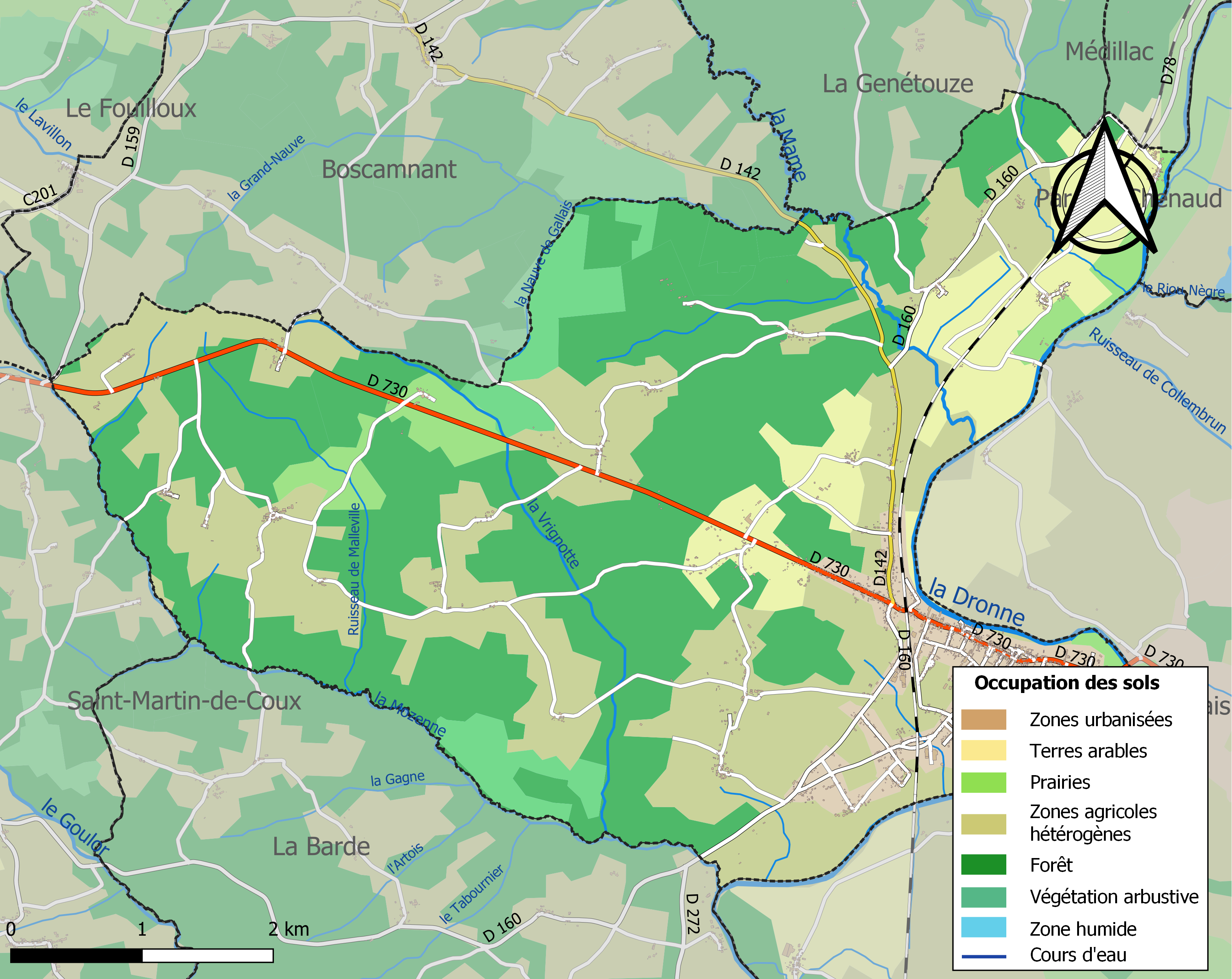

## Verkeer en vervoer
In de gemeente ligt spoorwegstation Saint-Aigulin - La Roche-Chalais.

## Demografie
Onderstaande figuur toont het verloop van het inwonertal (bron: INSEE-tellingen).